# Hawala
Hawala (Arabisch: حِوالة ḥawāla, dat transfer of soms vertrouwen betekent) is een informeel banksysteem voor het verplaatsen van geld.

## Systeem

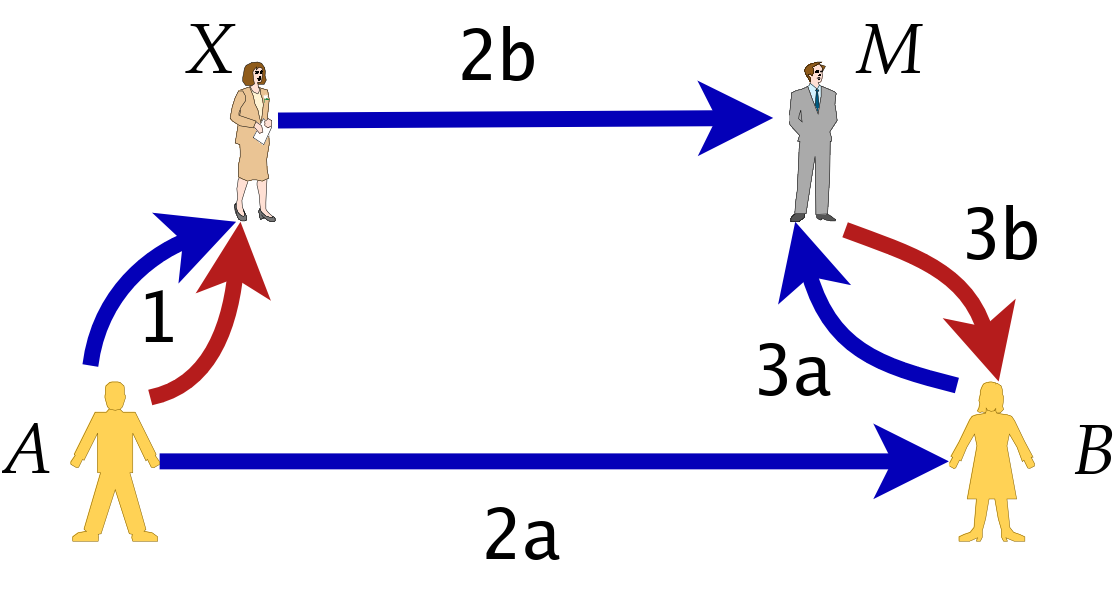
Voorbeeld van het Hawala banksysteem: persoon A wil aan persoon B geld transferen via "Hawaladars" X en M.
- 1. A geeft het geld aan een Hawaladar X (rood) en deelt hem het codewoord mee (blauw).
- 2a. daarna vertelt A het codewoord aan B.
- 2b. Onafhankelijk daarvan deelt X het codewoord mee aan de andere Hawaladar M.
- 3a. B deelt het gemeenschappelijke codewoord mee aan M...
- 3b. ...waarop M weet, dat B het geld mag ontvangen, en het ook overhandigt.
Legenda:
blauw = codewoord wordt meegedeeld,
rood = het geld wordt overhandigd.

Hawala werkt op een systeem van vertrouwen. Het geld wordt contant (eventueel plus commissie) op tafel gelegd in een steunpunt bij een hawaladar, en via een contact (telefonisch, per fax of e-mail) kan overal ter wereld in een ander steunpunt dezelfde som (eventueel minus commissie voor de andere hawaladar) afgehaald worden. Lidmaatschap of rekeningen zijn niet nodig. Er worden geen contracten of algemene voorwaarden ondertekend en er bestaat dus vrijwel geen juridische bescherming. Het systeem werkt echter op basis van vertrouwen: een hawaladar die zijn beloften niet nakomt zal geen nieuwe klanten meer trekken.
Bijkomend voordeel is dat het systeem ook werkt in landen waar een claim juridisch niet afgedwongen kan worden en waar reguliere financiële dienstverleners wegblijven (Somalië of Afghanistan bijvoorbeeld). Het systeem kan hierdoor een diepere marktpenetratie bereiken dan banken of andere dienstverleners. Uit Somalië en Afghanistan blijven de meeste reguliere banken en dienstverleners weg, vooral buiten de grote steden. Hawala is in veel gebieden, door afwezigheid van reguliere financiële dienstverleners, de enige wijze waarop mensen en bedrijven geld kunnen overmaken en ontvangen over grotere afstanden. Zelfs NGO's maken in Afghanistan gebruik van het systeem.
De Hawala is een zuiver informeel systeem, vooral gesitueerd in het Midden-Oosten, waarbij er geen afschriften of verrekeningen plaatsvinden. Het is dan ook niet te verwonderen dat het aan populariteit wint in het misdaadmilieu, omdat de opsporingsautoriteiten geen inzicht hebben in de transacties. Het systeem leent zich uitstekend voor overboekingen van zwart geld en het witwassen hiervan; na enkele keren overboeken is het geld zo goed als niet meer traceerbaar.
De Hawala is vaak ouder dan het officiële banksysteem in Azië.

## Geografische verspreiding
Hawala was in sommige gebieden vroeger de gangbare manier van geld overboeken. De wortels van Hawala liggen in het Midden-Oosten, Afrika en Azië. In Azië is Hawala wijder verspreid. Vooral in de Arabische wereld is het systeem sterk uitgebouwd, maar ook in de Aziatische Tijgers Hongkong, Singapore, Taiwan en Zuid-Korea, alsmede de Islamitische industriestaten Indonesië en Maleisië.

## Criminaliteit
Interpol voerde onlangs nog een onderzoek naar het criminele misbruik van Hawala. Het kwam tot de conclusie dat er enorme sommen geld overgeboekt werden, zonder dat het traceren ervan mogelijk is. Het gaat hier vaak om geld dat afkomstig is van de handel in drugs en/of wapens, maar ook mensensmokkel en andere zaken die het daglicht niet kunnen verdragen.
Ook terroristen maken gebruik van de Hawala. De bomaanslagen in India in 1993 zouden op deze manier gefinancierd geweest zijn. Al Qaida zou van de Hawala bijna exclusief gebruikmaken om haar geld te verplaatsen, en slechts voor de uitvoerders van de terroristische daden gebruikmaken van het Westerse banksysteem.
Dit heeft, met name na de aanslagen van 11 september 2001, het systeem een slechte naam gegeven, ondanks het feit dat de overgrote meerderheid van de transacties legitieme overboekingen zijn. Het heeft geleid tot een hawalaverbod in India, Pakistan en een aantal Amerikaanse staten. In overige landen staat het systeem door toenemende antiwitwaswetgeving onder druk. Hierdoor wordt het echter voor gastarbeiders en migranten steeds moeilijker en duurder geld over te maken naar hun verwanten thuis.